# Iglesia Anglicana en América
La Iglesia anglicana en América es una iglesia anglicana continuante que fue iniciada por el reverindísimo Albert A. Chambers a nivel mundial, este fue el VII obispo anglicano de Springfield; luego de que la heterodoxia fuera ingresando al anglicanismo como la ordenación de las mujeres al sacerdocio y al episcopado, del mismo modo, adoptó provisionalmente un nuevo y doctrinalmente polémico Libro de Oración Común versión de 1979.
El Obispo Albert Chambers convocó en 1977 al magno congreso que se desarrolló en San Luis, Misuri que más tarde fue reconocido y recordado como el congreso de San Luis para rescatar la ortodoxia en el anglicanismo. La Afirmación de St. Louis es la constitución del Movimiento Continuante Anglicano.
En América Latina los promotores de este movimiento son el Arzobispo anglicano Leonardo Marin Savedra, obispo primado de la Iglesia Anglicana Latino-Americana (IAL) y el obispo Cristian Gerardo Romero de la Comunidad Anglocatólica Archivado el 27 de septiembre de 2019 en Wayback Machine. que buscan promover el anglocatolicismo.